# 鹧鸪麻属
鹧鸪麻属（学名：Kleinhovia）是梧桐科下的一个属，为乔木植物。该属仅有鹧鸪麻（Kleinhovia hospita）一种，分布于东非和热带亚洲。